# St. Antonius (Mannheim)

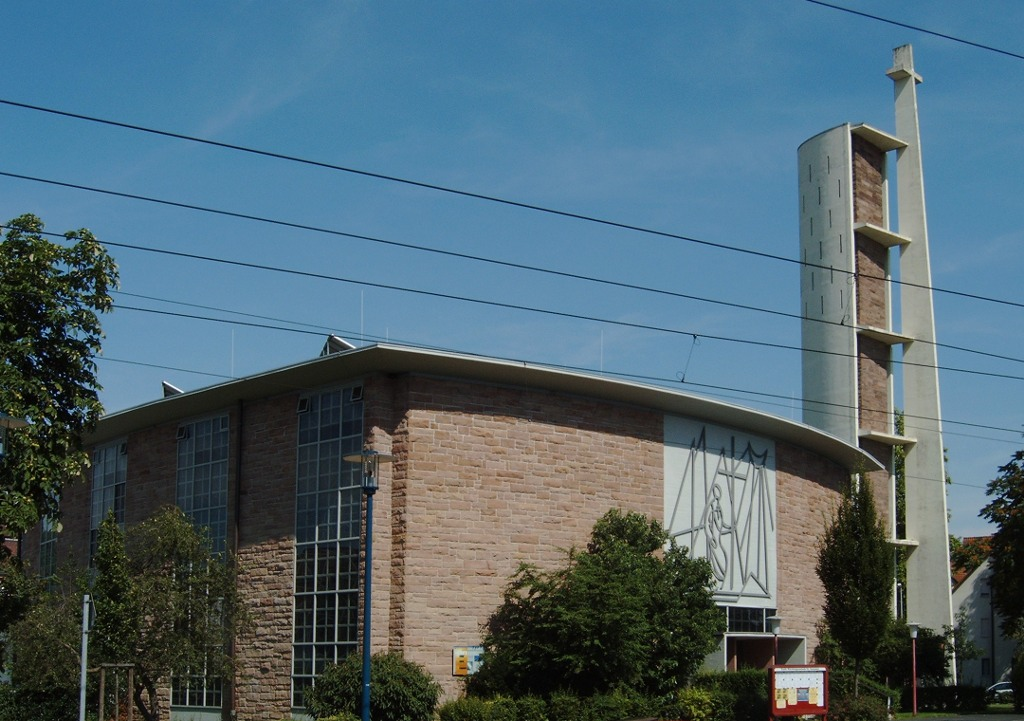
St. Antonius

Die St. Antonius ist eine katholische Kirche im Mannheimer Stadtteil Rheinau. Sie wurde zwischen 1956 und 1957 nach den Plänen von Hans Rolli und Heinz Heß errichtet.

## Geschichte
Die Siedlung Rheinau entstand erst im dritten Drittel des 19. Jahrhunderts auf der damals zu Seckenheim gehörenden Gemarkung. Kirchlich gehörten die katholischen Einwohner zu Seckenheim, wurden aber von Seelsorgern aus Neckarau betreut. 1899 baute die Gemeinde eine hölzerne Notkirche, die Antonius von Padua geweiht wurde. Der Altar und die Kanzel kamen aus der Augustinernonnenkirche, die Orgel aus der St.-Remigius-Kirche in Heuweiler und der Tabernakel aus Neustadt im Schwarzwald. Im Jahr darauf wurde vom Freiburger Erzbischof eine Pfarrkuratie in Rheinau eingerichtet.
Ursprünglich sollte die Notkirche nur etwa zehn Jahre genutzt werden. Die Pläne für den Bau einer neobarocken Kirche wurden aber nicht ausgeführt. Lediglich das Pfarrhaus, ebenfalls im neobarocken Stil, wurde 1906 erbaut und die Notkirche überdauerte beide Weltkriege. 1948 dann wurde St. Antonius zur selbständigen Pfarrei erhoben. 1956 wurde mit dem Bau einer neuen Kirche begonnen. Bereits im Jahr darauf am 8. Dezember wurde sie konsekriert. Der Glockenturm wurde 1960 errichtet. 2001 wurden die Gemeinden im Mannheimer Süden St. Antonius, St. Johannes (Rheinau-Süd), St. Konrad (Casterfeld), St. Theresia (Pfingstberg) und Heilig-Kreuz (Hochstätt) zur Seelsorgeeinheit Mannheim-Süd zusammengefasst.
Im Vorfeld des 98. Deutschen Katholikentags 2012 wurden 14 Mannheimer Kirchen umfassend renoviert. Dazu gehörte auch St. Antonius. Die Weihe der renovierten Kirche nahm im Frühjahr 2012 der Freiburger Erzbischof Robert Zollitsch vor.

## Beschreibung

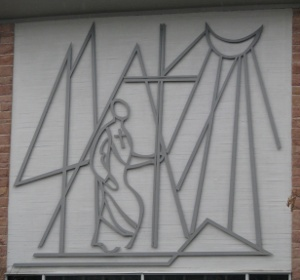
Antonius-Darstellung über dem Eingang

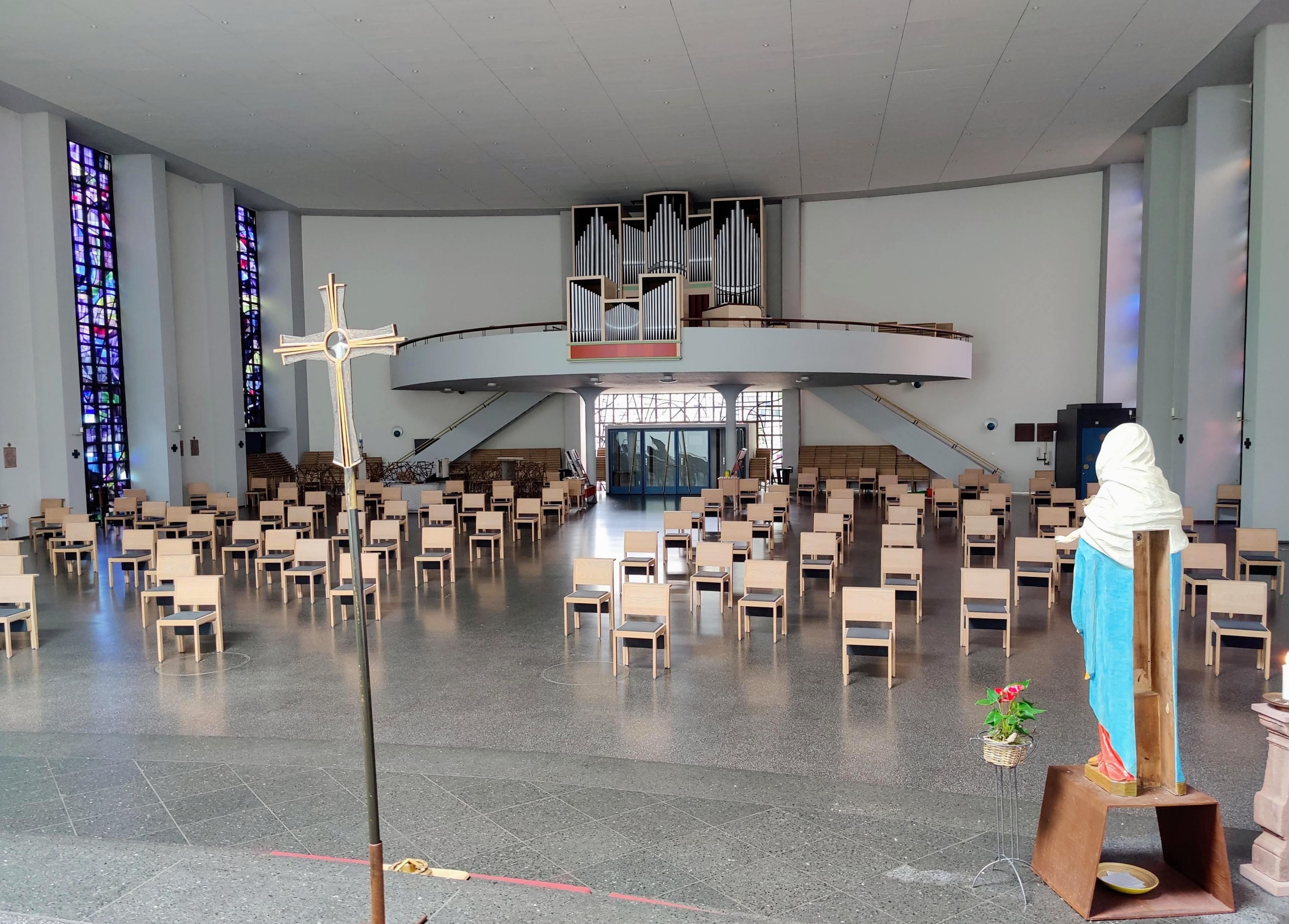
Blick zur Orgel

Die St.-Antonius-Kirche hat einen elegant geschwungenen, parabelförmigen Grundriss und zitiert damit Vorbilder aus den 1920er Jahren von Otto Bartning. Bei ihrer Fertigstellung war sie die erste katholische Kirche in Mannheim, die nicht mehr mit einem rechteckigen Grundriss gebaut wurde. Seitlich angefügt steht der Glockenturm, der den geschwungenen Grundriss wiederholt. Das Äußere der Kirche ist geprägt vom Wechsel des Bossenmauerwerks und großen Fenstern, die der Mannheimer Künstler Karl Rödel gestaltete. Über dem Eingangsportal befindet sich eine Darstellung des Antonius aus Metall. An den Chor gliedert sich bewusst kontrastierend das kubische Gemeindehaus an.
Bei der Renovierung 2011 konnte vor allem ein Oberlicht über dem Altar in die Decke gebrochen werden. Dadurch bekam das Kircheninnere deutlich mehr Licht. Dieses Oberlicht war schon in den ursprünglichen Plänen vorgesehen, konnte aber beim Bau der Kirche noch nicht realisiert werden. Auch der Chorraum und der Altar wurden neu gestaltet. Das große Wandgemälde im Chorraum, das die Auferstehungssonne zeigt, wurde gereinigt. Außerdem erhielt die Kirche ein neues Beleuchtungskonzept mit LED-Lichtern in der Decke. Die früheren Beichtstühle wurden zu einem Beichtraum umgestaltet.

## Orgel
Die Orgel wurde 1963 von Michael Weise (Plattling) erbaut. Sie umfasst 38 Register auf drei Manualen und Pedal mit pneumatischer Spieltraktur und pneumatisch/elektrischer Registertraktur. 2011 erfolgte eine Überholung durch Joachim Popp, bei der die Windanlage erneuert, der Spieltisch überarbeitet, Setzeranlage und Subkoppel III-II eingebaut wurden.
Disposition
| I Rückpositiv C–g3 |                |
| Gedackt            | 8'             |
| Prinzipal          | 4'             |
| Hohlflöte          | 4'             |
| Sifflöte           | 1 ⁄3'          |
| Sesquialtera       | 2 ⁄3′ + 1 3⁄5′ |
| Cimbel 4f          |                |
| Holzregal          | 16'            |
| Krummhorn          | 8'             |
| Tremulant          |                |

| II Hauptwerk C–g3 |       |
| Quintadena        | 16'   |
| Prinzipal         | 8'    |
| Rohrflöte         | 8'    |
| Oktave            | 4'    |
| Gemshorn          | 4'    |
| Oktave            | 2'    |
| Kornett 5f        | 8'    |
| Mixtur 5f         | 1 ⁄3′ |
| Scharf 2f         | 1⁄2′  |
| Franz. Trompete   | 8'    |
| Clarion           | 4'    |

| III Schwellwerk C–g3 |       |
| Quintadena Gedackt   | 8'    |
| Salicional           | 8'    |
| Prinzipal            | 4'    |
| Gedacktflöte         | 4'    |
| Nasard               | 2 ⁄3′ |
| Waldflöte            | 2'    |
| Mixtur 4-5f          | 1'    |
| Dulcian              | 16'   |
| Oboe                 | 8'    |
| Tremulant            |       |

| Pedal C–f1      |       |
| Holzprinzipal   | 16’   |
| Subbass         | 16’   |
| Oktavbass       | 8’    |
| Gemshorn        | 8’    |
| Oktave          | 4’    |
| Nachthorn       | 2‘    |
| Pedalmixtur 5f  | 2 ⁄3′ |
| Posaune         | 16‘   |
| Trompete        | 8‘    |
| Singend Kornett | 2'    |

- Koppeln: I/II, III/II, III/II Sub, III/I, I/P, II/P, III/P
- Spielhilfen: Setzeranlage